# ウィリアム・ランドルフ・ハースト

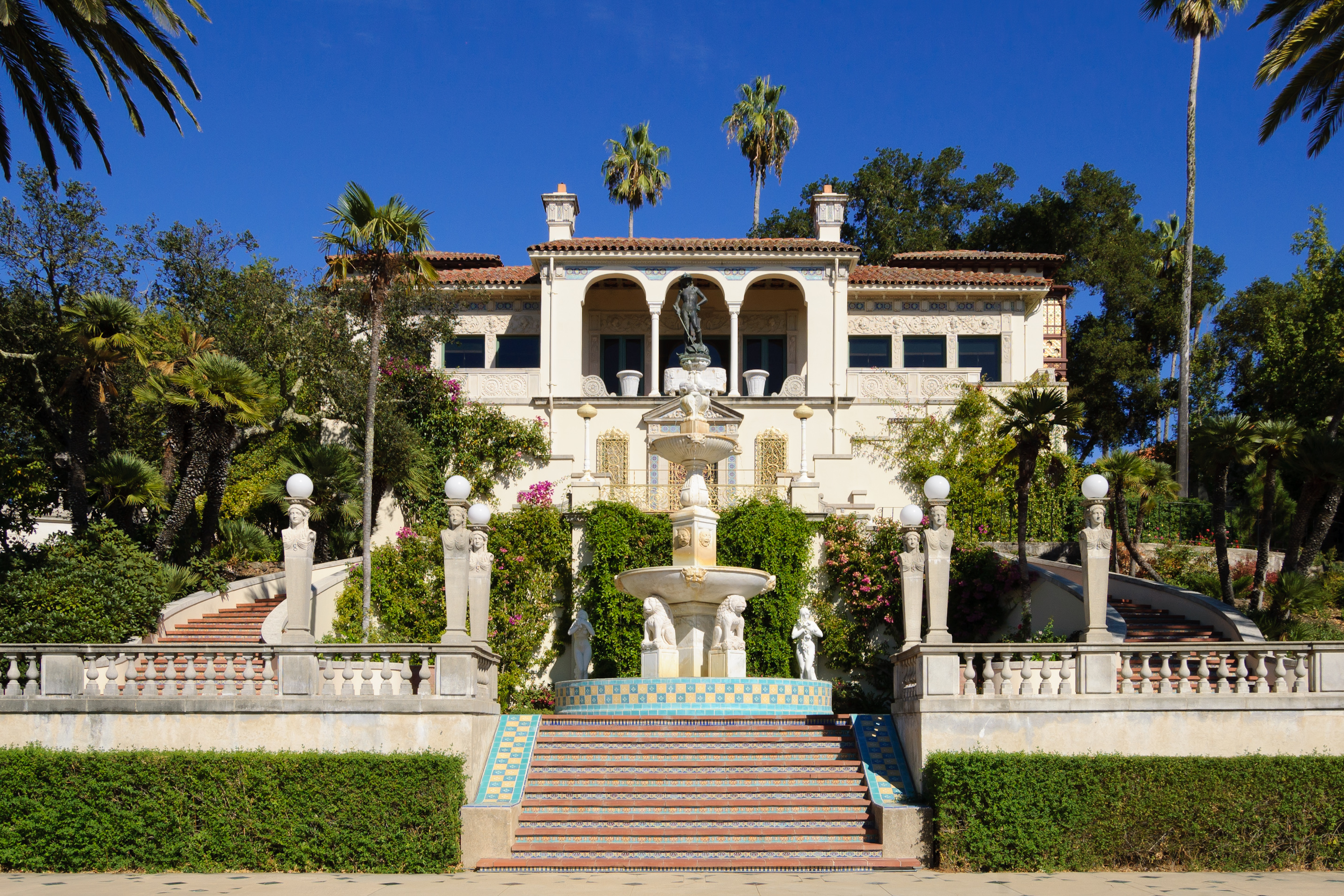
ハーストの豪邸（Hearst Castle）の「Casa del sol」

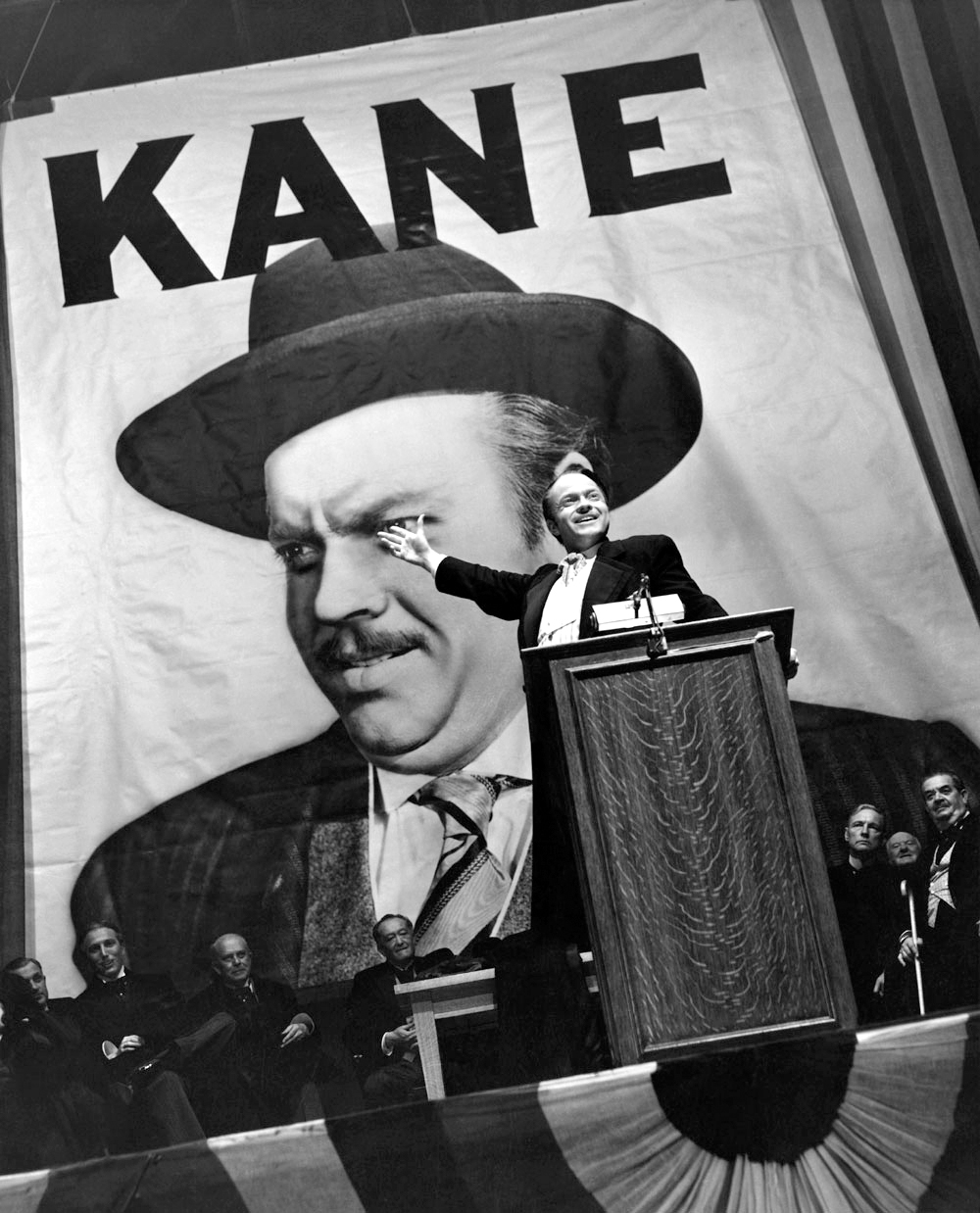
映画「市民ケーン」（1941）ハーストをモデルとする。

ウィリアム・ランドルフ・ハースト（英語: William Randolph Hearst、1863年4月29日 - 1951年8月14日）は、カリフォルニア州サンフランシスコ生まれのアメリカ合衆国の実業家、新聞発行人。新聞王と呼ばれた。アメリカのメディア・コングロマリット、ハースト・コーポレーションの創業者。映画『市民ケーン』のモデルとしても有名。

## 生涯
父ジョージはゴールドラッシュ時代に銀鉱山を当て、富豪となった炭坑のオーナー。のちに、カリフォルニア州の上院議員になった。母フィービーはミズーリ州の学校の教師。10歳の時に母親とヨーロッパ中を旅行し見聞を広める。ハーストは16歳でニューハンプシャー州コンコードにあるセント・ポール高校に入学。
ハーバード大学に入学するも（1882 - 1885）、学位を取らずに退学。その後1887年、父親が賭博の担保として入手した「サンフランシスコ・エグザミナー」を譲り受ける。彼は同紙を「ザ・モナーク・オブ・ザ・デイリーズ」に改名、最良の設備と才能ある作家を得ることになる。その後、ハーストは汚職の暴露と、インスピレーションで満たされた物語を数多く発表している。
1895年にはニューヨーク・モーニング・ジャーナル紙を買収し、ジョーゼフ・ピューリツァー（ニューヨーク・ワールド紙の所有者）との発行競争が勃発。購読者数を増加させるために両紙は、キューバの暴動に関する記事を多く掲載していくことになる。両紙の記事は、真実を伝えるものよりも市民感情を煽るショッキングなものが多かった。例えば、スペイン軍がキューバ人を強制収容所に入れ、彼らが疾病と飢えで苦しみ死んだなどという捏造記事やでっち上げ記事で民意をコントロールし、スペインとの戦争（米西戦争）までを引き起こしている。イエロー・ジャーナリズム（ジャーナル中のコマ漫画“イエロー・キッド”の名前に由来する）の用語は扇情的に扱われた新聞記事のスタイルに使用された。
ハーストは、自身の新聞の売り上げを伸ばすために1898年の米西戦争を誇大に報じたとされる。彼の政治経歴は、大統領ウィリアム・マッキンリーの暗殺に絡んで、事件の数か月前に出版したアンブローズ・ビアスによる風刺詩がマッキンリー暗殺をほのめかしているとの指摘を受け、痛手を受けたことも。
1903年にニューヨークで22歳の美しいショーガール、ミリセント・ヴェロニカ・ウィルソン（1882 - 1974）と結婚。出会いは彼女がまだ16歳の時。20歳近く年齢が離れていたが、彼らは5人の息子をもうけている。ジョージ・ランドルフ（1904 - 1972）、ウィリアム・ランドルフ・ジュニア（1908 - 1993）、ジョン・ランドルフ（1910 - 1958）、および双子のランドルフ・アパーソン（1915 - 2000）およびデービッド・ウィットマイアー（1915 - 1986）。婚姻関係はハーストの死まで続いている（1926年に別居）。
アメリカ合衆国下院議員（1903年 - 1907年）、ニューヨーク市長（1905年と1909年）と政治家としての道を歩むが、ニューヨーク州知事（1906年）選挙に出馬するものの、チャールズ・エヴァンス・ヒューズに敗北。この間、第一次世界大戦へのアメリカ関与に反対し、国際連盟を攻撃したこともある。
彼の新聞の全国チェーンとニュースを配信する通信社の国際通信社（INS；後にやはり新聞チェーン系のUPと合併。組織、資本内容が変更されてUPIとなる）を加えて、定期刊行物は「シカゴ・エグザミナー」「ボストン・アメリカン」「コスモポリタン」「ハーパース・バザー」を含むようになった。
1920年代にはカリフォルニア州サン・シメオンの240,000エーカー（970 km2）の農場に動物園付きの絢爛豪華でやや悪趣味な城を建造（通称ハースト・キャッスル）。このころ、元女優のマリオン・デイヴィス（本名マリオン・セシリア・ダグラス、1897 - 1961）と知り合い、妻と別居して、マリオンと暮らし始める。初めてハーストと出会ったころのマリオンは、まだ10代半ばのショーガールだったが、50代のハーストはひと目でマリオンの容姿と性格を気に入り、直ちに彼女のパトロンに納まった。そして愛人であるマリオンのために、わざわざ映画制作会社（コスモポリタン社）まで設立。強引に彼女を映画女優に仕立て上げデビューさせただけでなく、自分が発行する新聞社の記事で彼女を大々的に宣伝した。しかし、その露骨なまでに愛人をプッシュする売り出し手法は大衆をおおいにしらけさせる結果となった。また、彼女自身、美人というだけであまり女優としての才能もなく、女優業よりも夜通しパーティで遊びまわることに夢中だったことも手伝い、莫大な資金をかけた割りには映画界の評価は芳しくなかった。当然、ハースト傘下以外の新聞・雑誌での評価は低く、結局大スターにはなれず、晩年はハーストの経営する新聞社の経営難により、芸能活動をすることが困難になり1937年に引退。
ピーク時には彼はいくつかのラジオ放送局および映画会社に加えて、28の主な新聞および18の雑誌を所有。しかしながら、世界恐慌は彼の財務状態を弱めた。1940年頃になると彼は巨大なコミュニケーション帝国のコントロールを失っている。1951年、カリフォルニア州ビバリーヒルズにて死去。彼が築きあげたハースト・コーポレーションは、巨大メディア・コングロマリットとして現在でもニューヨークに本拠を構え事業は続いている。

## その他
ハーストの生涯はオーソン・ウェルズの映画「市民ケーン」の中でも描かれている。ハーストはこの映画の製作を察知し、映画が自分とマリオン・デイヴィスを侮辱していると考え、その公開を妨害しようと持てる影響力をすべて行使した（評論家の買収や、劇場への圧力など）。監督のウェルズおよびRKOは、当然、圧力に抵抗したものの上映館数は減少し、当時24歳のオーソン・ウェルズの経歴にも傷をつけることとなった。多くの評論家が絶賛し、アカデミー9部門ノミネートの有力作品にもかかわらず、受賞は脚本賞の1つのみ。結果、この一連の妨害工作は、アカデミー賞最大の汚点とも呼ばれている。ちなみにこの事実は後に「ザ・ディレクター ［市民ケーン］の真実」の題名でTV映画化されている。しかしながらハーストの死後、「市民ケーン」の評価は回復。映画史上に残る傑作の1つとして、現在でも多くの映画人に影響を与えている。例としては、映画「ソーシャル・ネットワーク」など。

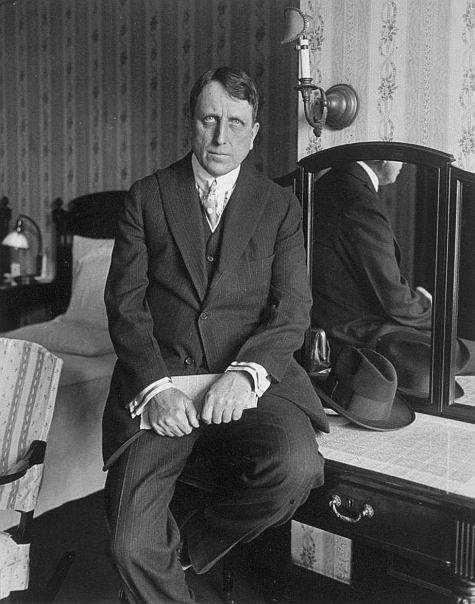
ハースト（1900年ごろ）

1924年11月19日、ハーストが愛人マリオン・デイヴィスやチャールズ・チャップリンおよび、何人かのハリウッド著名人と催した大型豪華ヨット「オナイダ号」によるクルージングにおいて、航海中に映画プロデューサーのトーマス・H・インス（「西部劇の父」として知られ早川雪洲を発掘した）が心臓発作で死亡する事件が起きた。これに関して、ハーストがインスを射殺し、その事実を隠ぺいするために自身の力を悪用したという噂が流れたことがある。ちなみに、2001年の映画「ブロンドと柩の謎 The Cat's Meow」は、この噂に基づいた物語とされている。しかしながら一般的な見解によれば、そのような隠蔽は無かったとされている。
1930年代のハーストはナチス・ドイツに影響されており、アドルフ・ヒトラーを「真の自由主義者」と呼んでいた。また、似たような傾向にある国々とも関係を持っていたと指適されている。
ハーストは1929年8月から地球一周の旅を開始したドイツの巨大飛行船「LZ 127」（愛称は「グラーフ・ツェッペリン」）の出資者となり、世界一周の旅をアメリカ合衆国ニュージャージー州レイクハーストから正式に出発するよう求めた。
米国テレビドラマ『大草原の小さな家』シーズン5 第24話「海へのあこがれ」では、「ハーストさん」と呼ばれた男性が主人公家族と白血病で命が長くない少年を馬車に乗せて海まで連れて行き、「このことをうちの新聞に載せてもいいですか。お礼（事実上、帰り道の汽車賃）は払います」と言う。

## 子孫
5人の息子たちは全員ハースト社の重役として家業に関わった。次男は、ハースト・ニュースペーパーの編集長を務め、フルシチョフのインタビューでピューリッツァー賞を受賞している。四男は父の跡を継いで会長職に就いた。四男には最初の妻との間に5人の娘があり、誘拐事件のパトリシアは三女で、その娘リディはモデルをしている。四女のアンは、2013年現在、作家ジェイ・マキナニーの四番目の妻。10代の頃にドラッグで逮捕歴がある。最初の夫との娘アマンダはモデルをしている。
五女ヴィクトリア・ハーストは空手の有段者で親日家。1974年に日本の住宅輸入業者の招きで初来日を果たしたのち今日に至るまで何度か来日している。女優を目指し、日本のドラマ『服部半蔵 影の軍団』にも2回登場した。鬱病をきっかけに、キリスト教信者として生きることを決心し、現在布教センターを運営。過激なセックス記事を掲載することで有名なハースト社の女性誌『コスモポリタン』の販売規制を求める運動に参加している。
ハーストは5人の息子たちにビジネスの才能がないことを理解しており、遺言によって、それぞれの息子の家系から1人ずつと、8人の親族外のメンバーによるハースト・ファミリー・トラスト（家族信託）を作り、ハースト・グループの経営と財産管理を任せた。ハースト家の人間は、そのトラストから生涯、年金を受け取れる。ただし、配偶者は、ハースト家の個々人がその代で蓄財したものを除き、一族の財産は相続できない条項になっている。
1974年に孫娘パトリシアが、左翼グループ SLA（Sinbionese Liberation Army、共生解放軍）によって誘拐された（パトリシア・ハースト誘拐事件）。彼女はその後、同組織に加わり犯罪活動に没頭。悪名を馳せている。後に銀行強盗の容疑で逮捕され有罪判決を受けている。